# Bầu cử tổng thống Hoa Kỳ 1824
Cuộc bầu cử tổng thống Hoa Kỳ năm 1824 là cuộc bầu cử bốn năm một lần thứ mười. Nó được tổ chức từ ngày 26 tháng 10 đến ngày 1 tháng 12 năm 1824. Andrew Jackson, John Quincy Adams, Henry Clay và William Crawford là những ứng cử viên chính cho chức tổng thống. Kết quả của cuộc bầu cử bất phân thắng bại, vì không có ứng cử viên nào giành được đa số phiếu đại cử tri. Trong cuộc bầu cử phó tổng thống, John C. Calhoun được bầu với đa số phiếu thuận. Bởi vì không có ứng cử viên nào cho tổng thống giành được đa số phiếu đại cử tri, Hạ viện Hoa Kỳ, theo các quy định của Tu chính án thứ mười hai, đã tổ chức một cuộc bầu cử phụ. Ngày 9 tháng 2 năm 1825, John Quincy Adams được bầu làm tổng thống.
Đảng Dân chủ Cộng hòa đã chiến thắng được sáu cuộc bầu cử tổng thống liên tiếp và đến năm 1824 là đảng duy nhất tham gia bầu cử. Tuy nhiên, khi cuộc bầu cử đến gần, sự hiện diện của nhiều ứng cử viên khả thi dẫn đến có nhiều đề cử của các phe phái tranh cử, báo hiệu sự tan rã của đảng và kết thúc Kỷ nguyên Cảm giác Tốt.
Adams thắng New England, Jackson và Adams chia phiếu các bang Trung-Đại Tây Dương, Jackson và Clay chia phiếu các bang phía Tây, Jackson và Crawford chia các bang phía Nam. Jackson đã kết thúc với đa số phiếu đại cử tri và phổ thông, trong khi ba ứng cử viên khác mỗi người về đích với một phần đáng kể số phiếu bầu. Clay, người về thứ tư, đã bị loại. Bởi vì ông có chung nhiều quan điểm của Adams về các vấn đề lớn, ông đã ủng hộ Adams, cho phép Adams giành chiến thắng trong cuộc bầu cử phụ ngay trong lá phiếu đầu tiên.
Đây là một trong hai cuộc bầu cử tổng thống (cùng với cuộc bầu cử năm 1800) đã được quyết định tại Hạ viện. Đây cũng là một trong năm cuộc bầu cử mà người chiến thắng không đạt được đa số phiếu phổ thông trên toàn quốc và là cuộc bầu cử duy nhất của Hoa Kỳ mà ứng cử viên có nhiều phiếu bầu trong Cử tri đoàn không thắng cử.

## Hoàn cảnh
Kỷ nguyên Cảm giác tốt gắn liền với chính quyền của Tổng thống James Monroe là thời kỳ không còn quá chú trọng vào bản sắc đảng phái chính trị.  Với sự mất uy tín Liên bang, Đảng Dân chủ Cộng hòa đã thông qua một số chương trình và thể chế kinh tế chính của Liên bang.   Chủ nghĩa kinh tế dân tộc của Kỷ nguyên Cảm giác Tốt cho phép Đạo luật Thuế quan năm 1816 và hợp nhất Ngân hàng Thứ hai của Hoa Kỳ, thể hiện việc từ bỏ tiền lệ chính trị của Jefferson để xây dựng Hiến pháp nghiêm ngặt, chính quyền trung ương hạn chế và quyền ưu tiên của nô lệ miền Nam.
Một hậu quả không mong muốn của việc công nhận một đảng duy nhất ở nhiều nơi sẽ khiến kỷ luật đảng bị giảm. Thay vì hòa hợp chính trị, các phe phái đã nảy sinh trong đảng.  Monroe đã cố gắng cải thiện kỷ luật bằng cách bổ nhiệm các chính khách hàng đầu vào Nội các của mình, bao gồm Ngoại trưởng John Quincy Adams của Massachusetts, Bộ trưởng Tài chính William H. Crawford của Georgia, và Bộ trưởng Chiến tranh John C. Calhoun của Nam Carolina. Tướng Andrew Jackson của Tennessee lãnh đạo các nhiệm vụ quân sự cấp cao. Chỉ có Chủ tịch Hạ viện Henry Clay của Kentucky nắm giữ quyền lực chính trị độc lập với Monroe. Ông từ chối tham gia nội các và vẫn chỉ trích chính quyền.
Hai sự kiện quan trọng, Hoảng loạn năm 1819 và cuộc khủng hoảng Missouri năm 1820, đã ảnh hưởng và định hình lại nền chính trị.  Suy thoái kinh tế trên diện rộng đã gây hại cho người lao động, các tranh chấp phân khu về việc mở rộng chế độ nô lệ làm gia tăng căng thẳng và cả hai sự kiện cộng với các yếu tố khác đã thúc đẩy nhu cầu tăng cường kiểm soát dân chủ.  Sự bất mãn của xã hội sẽ giúp thúc đẩy sự hồi sinh của các đảng chính trị đối địch trong tương lai gần, mặc dù những đảng này vẫn chưa hình thành vào thời điểm bầu cử năm 1824.

## Đề cử
Sự cạnh tranh trước đó giữa Đảng Liên bang và Đảng Dân chủ Cộng hòa đã sụp đổ sau Chiến tranh năm 1812 do sự tan rã Đảng Liên bang. Tổng thống James Monroe của đảng Dân chủ Cộng hòa đã có thể tái tranh cử mà không có phe đối lập trong cuộc bầu cử năm 1820. Giống như các tổng thống trước đây đã được bầu hai nhiệm kỳ, Monroe từ chối tái đề cử cho nhiệm kỳ thứ ba.  Phó Tổng thống Daniel D. Tompkins từ lâu đã đựoc xác định là người kế vị phù hợp cho Monroe. Tuy nhiên, do các vấn đề sức khỏe và tranh chấp tài chính với chính phủ liên bang, và ông đã chính thức từ chối tranh cử tổng thống vào đầu năm 1824.  Do đó, việc đề cử tổng thống đã bị bỏ ngỏ trong nội bộ Đảng Dân chủ Cộng hòa, thực thể chính trị quốc gia lớn duy nhất còn lại ở Hoa Kỳ.
Phiên họp kín của Quốc hội đã đề cử Crawford cho chức vụ tổng thống và Albert Gallatin cho vị trí phó tổng thống, nhưng đại biểu tham dự thưa thớt và bị công kích rộng rãi là không dân chủ. Gallatin đã không tìm kiếm đề cử và sớm rút lui theo yêu cầu của Crawford. Gallatin cũng không hài lòng với các cuộc tấn công liên tục vào uy tín của mình bởi các ứng cử viên khác. Ông được thay thế bởi Thượng nghị sĩ Bắc Carolina Nathaniel Macon. Các cơ quan lập pháp bang cũng triệu tập các cuộc họp kín của bang để đề cử các ứng cử viên.

## Tổng tuyển cử

### Ứng cử viên đã rút lui trước cuộc bầu cử

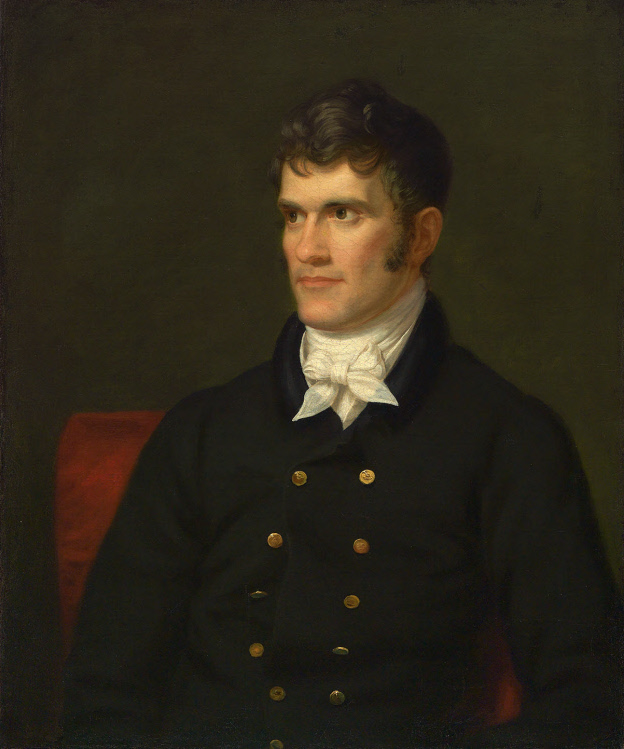
Bộ trưởng Chiến tranh <br/>John C. Calhoun
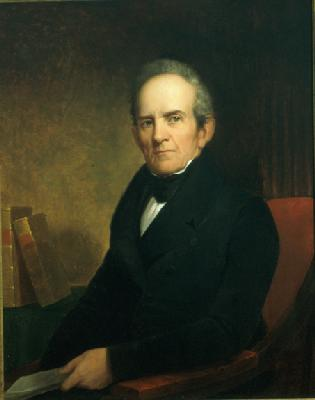
Bộ trưởng Hải quân <br/>Smith Thompson

### Ứng cử viên

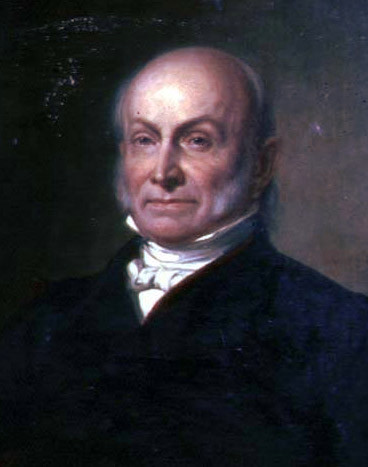
Ngoại trưởng John Quincy Adams
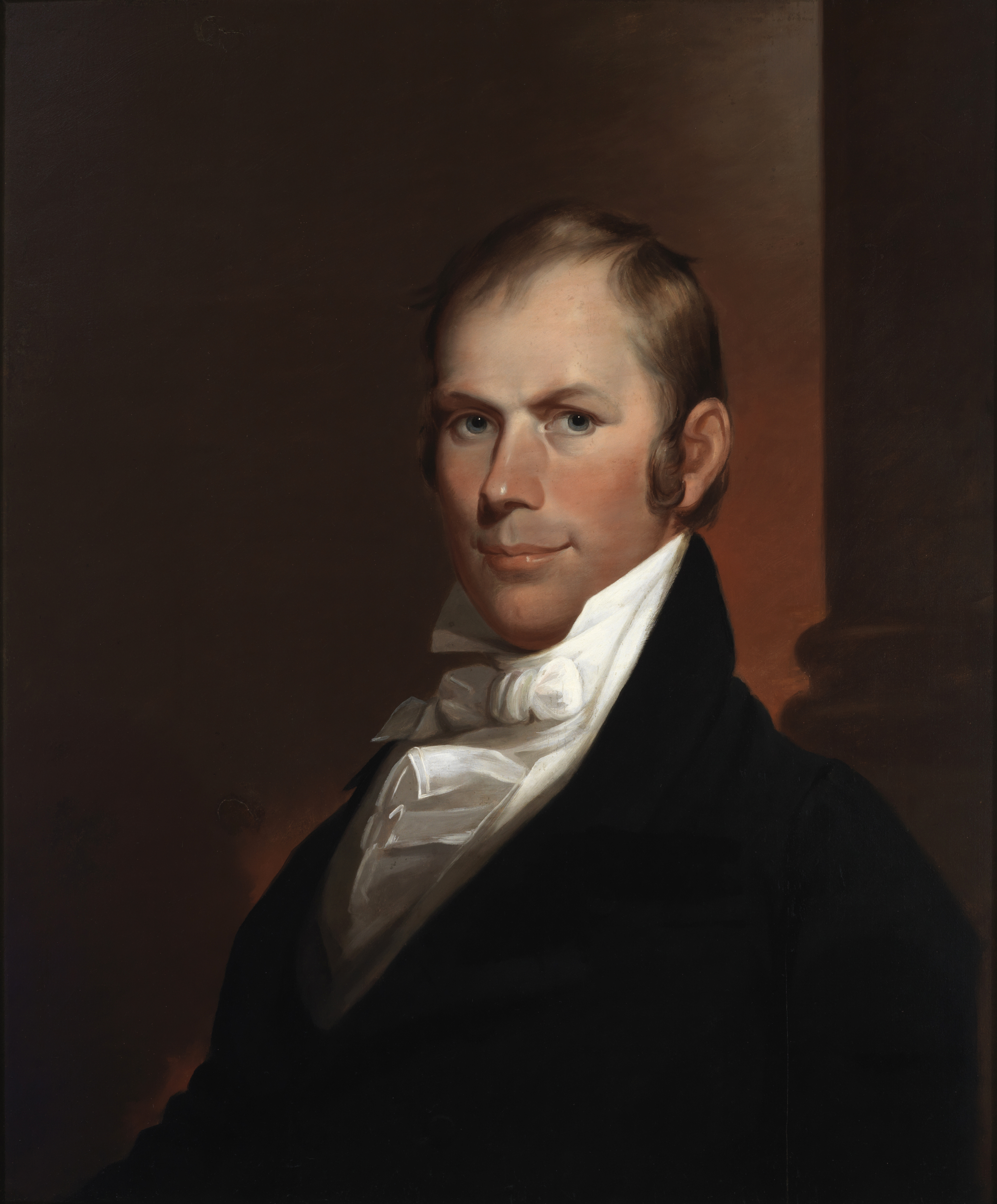
Chủ tịch Hạ viện Henry Clay từ Kentucky
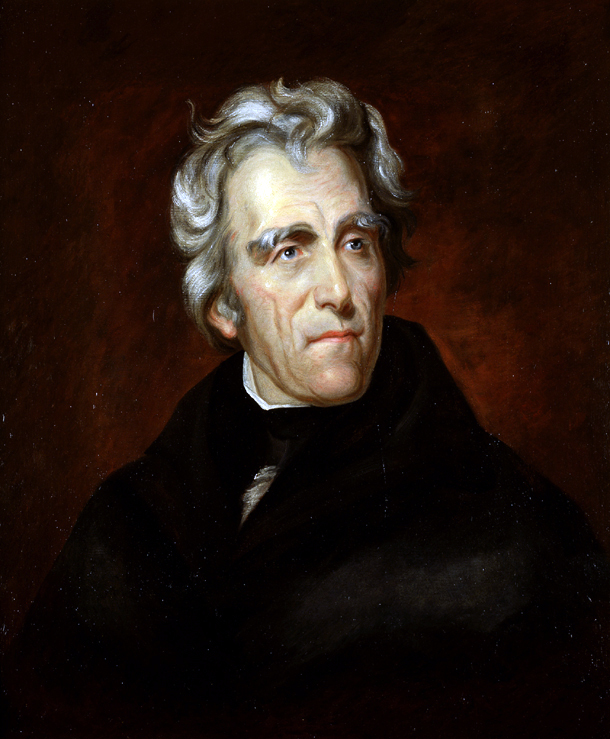
Thượng nghị sĩ Andrew Jackson từ Tennessee
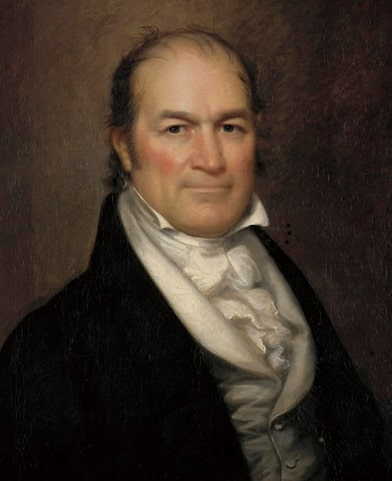
Bộ trưởng Ngân khố William H. Crawford

Tất cả bốn ứng cử viên đã được đề cử bởi ít nhất một cơ quan lập pháp của bang.  Andrew Jackson đã được cơ quan lập pháp bang Tennessee đề cử để tranh cử chức tổng thống. Jackson không muốn tranh cử tổng thống. Thay vào đó, ông muốn nghỉ hưu tại bất động sản của mình ở ngoại ô Nashville được gọi là Hermitage. Tuy nhiên, đến cuối cùng, Jackson không từ chối yêu cầu.

### Chiến dịch
Các ứng cử viên đã thu hút sự ủng hộ của cử tri theo các tiểu bang và bộ phận khác nhau. Adams thống trị số phiếu phổ thông ở New England và giành được một số sự ủng hộ ở những nơi khác, Clay thắng bang Kentucky quê hương của ông và giành được đa số ở hai bang lân cận, và Crawford đã giành chiến thắng áp đảo trong cuộc bỏ phiếu ở Virginia và được thăm dò ở Bắc Carolina. Về mặt địa lý, Jackson nhận được sự ủng hộ rộng rãi nhất, mặc dù tỷ lệ phiếu bầu tập trung ở bang Tennessee và Pennsylvania cũng như các khu vực đông dân nơi tỉ lệ ủng hộ của ông thậm chí còn kém.
Chính sách đã đóng một vai trò giảm bớt trong cuộc bầu cử, mặc dù các quan điểm về thuế quan và cải thiện nội bộ đã tạo ra những bất đồng đáng kể. Cả Adams và những người ủng hộ Jackson đều ủng hộ Bộ trưởng Chiến tranh John C. Calhoun của Nam Carolina cho vị trí phó tổng thống. Ông dễ dàng đảm bảo đa số phiếu đại cử tri cho chức vụ đó. Trên thực tế, Calhoun đã phản đối kịch liệt gần như tất cả các chính sách của Adams, nhưng ông không làm gì để ngăn cản những người ủng hộ Adams bỏ phiếu cho ông cho vị trí phó tổng thống.
Cuộc vận động bầu cử tổng thống năm 1824 diễn ra dưới nhiều hình thức. Contrafacta, hoặc các bài hát và giai điệu nổi tiếng có phần lời đã bị thay đổi, được sử dụng để quảng bá các chương trình nghị sự chính trị và các ứng cử viên tổng thống. Trên đây có thể tìm thấy một đoạn âm thanh có "Hunters of Kentucky", một giai điệu được viết bởi Samuel Woodsworth vào năm 1815 với tựa đề "Cô Bailey bất hạnh". Tương phản với chúng là sự tôn vinh Andrew Jackson như một anh hùng dân tộc, đã trở thành một truyền thống lâu đời trong các cuộc bầu cử tổng thống. Một hình thức vận động khác trong cuộc bầu cử này là thông qua giấy in báo. Phim hoạt hình chính trị và các bài viết về đảng phái được lưu hành tốt nhất trong công chúng bỏ phiếu thông qua báo chí. Ứng cử viên tổng thống John C. Calhoun là một trong những ứng cử viên có liên quan trực tiếp nhất thông qua việc ông tham gia xuất bản tờ báo Người Yêu Nước với tư cách là thành viên ban biên tập. Đây là một cách chắc chắn để thúc đẩy các chương trình nghị sự và chiến dịch chính trị của riêng ông ấy. Ngược lại, hầu hết các ứng cử viên tham gia vào các cuộc bầu cử đầu thế kỷ 19 không điều hành các chiến dịch chính trị của riêng họ. Thay vào đó, nó được để cho các công dân tình nguyện và đảng phái phát biểu thay mặt họ.

## Kết quả

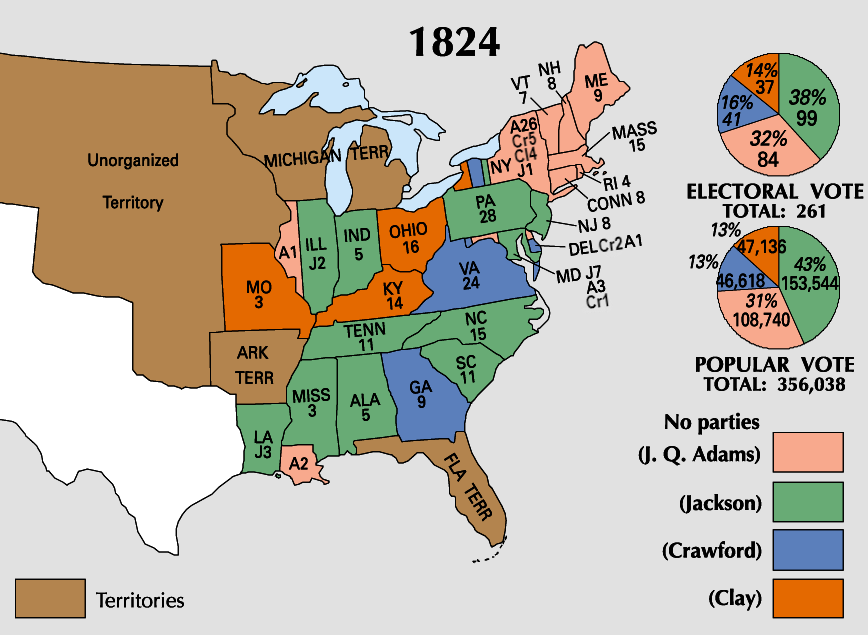

Cuộc bầu cử tổng thống năm 1824 đánh dấu sự sụp đổ cuối cùng của khuôn khổ chính trị Dân chủ Cộng hòa- Liên bang. Bản đồ bầu cử xác nhận sự ủng hộ của các ứng cử viên, với Adams giành chiến thắng ở New England, Jackson có sự ủng hộ của cử tri rộng rãi, Clay thu hút phiếu bầu từ phía Tây và Crawford thu hút phiếu bầu từ phía Đông Nam. Jackson chỉ giành được đa số phiếu đại cử tri, chứ không phải đa số tuyệt đối. Do đó, cuộc bầu cử đã được quyết định bởi Hạ viện, nơi đã bầu John Quincy Adams trong lá phiếu đầu tiên. John C. Calhoun, được Adams và Jackson ủng hộ, dễ dàng giành được chức phó tổng thống.
| Ứng cử viên tổng thống         | Buổi tiệc                      | Trạng thái nhà                 | Bình chọn phổ biến             | Bình chọn phổ biến             | Phiếu đại cử tri |
| Ứng cử viên tổng thống         | Buổi tiệc                      | Trạng thái nhà                 | Đếm                            | Phần trăm                      | Phiếu đại cử tri |
| ------------------------------ | ------------------------------ | ------------------------------ | ------------------------------ | ------------------------------ | ---------------- |
| Andrew Jackson                 | Đảng Dân chủ Cộng hòa          | Tennessee                      | 151.271                        | 41,36%                         | 99               |
| John Quincy Adams              | Đảng Dân chủ Cộng hòa          | Massachusetts                  | 113.122                        | 30,92%                         | 84               |
| William Harris Crawford        | Đảng Dân chủ Cộng hòa          | Georgia                        | 40.856                         | 11,21%                         | 41               |
| Henry Clay                     | Đảng Dân chủ Cộng hòa          | Kentucky                       | 47.531                         | 12,99%                         | 37               |
| Không tham gia bầu cử          | Không                          | Massachusetts                  | 6,616                          | 1,81%                          | 0                |
| Khác                           | Khác                           | Khác                           | 6.437                          | 1,71%                          | 0                |
| Toàn bộ                        | Toàn bộ                        | Toàn bộ                        | 365.833                        | 100,0%                         | 261              |
| Cần thiết để giành chiến thắng | Cần thiết để giành chiến thắng | Cần thiết để giành chiến thắng | Cần thiết để giành chiến thắng | Cần thiết để giành chiến thắng | 131              |

| Ứng cử viên phó tổng thống     | Buổi tiệc                      | Tiểu bang                      | Phiếu đại cử tri |
| ------------------------------ | ------------------------------ | ------------------------------ | ---------------- |
| John C. Calhoun                | Đảng Dân chủ Cộng hòa          | South Carolina                 | 182              |
| Nathan Sanford                 | Đảng Dân chủ Cộng hòa          | New York                       | 30               |
| Nathaniel Macon                | Đảng Dân chủ Cộng hòa          | North Carolina                 | 24               |
| Andrew Jackson                 | Đảng Dân chủ Cộng hòa          | Tennessee                      | 13               |
| Martin Van Buren               | Đảng Dân chủ Cộng hòa          | New York                       | 9                |
| Henry Clay                     | Đảng Dân chủ Cộng hòa          | Kentucky                       | 2                |
| Toàn bộ                        | Toàn bộ                        | Toàn bộ                        | 260              |
| Cần thiết để giành chiến thắng | Cần thiết để giành chiến thắng | Cần thiết để giành chiến thắng | 131              |

| \| Phiếu Phổ thông \| Phiếu Phổ thông \| Phiếu Phổ thông \| Phiếu Phổ thông \| Phiếu Phổ thông \| \| ------------------ \| ------------------ \| --------------- \| --------------- \| --------------- \| \| \| \| \| \| \| \| Jackson \| Jackson \| \| 41.36% \| 41.36% \| \| Adams \| Adams \| \| 30.92% \| 30.92% \| \| Clay \| Clay \| \| 12.99% \| 12.99% \| \| Crawford \| Crawford \| \| 11.21% \| 11.21% \| \| Unpledged electors \| Unpledged electors \| \| 1.81% \| 1.81% \| \| Others \| Others \| \| 1.71% \| 1.71% \| |                    |  |        |        |
| Phiếu Phổ thông |                    |  |        |        |
| |                    |  |        |        |
| Jackson | Jackson            |  | 41.36% | 41.36% |
| Adams | Adams              |  | 30.92% | 30.92% |
| Clay | Clay               |  | 12.99% | 12.99% |
| Crawford | Crawford           |  | 11.21% | 11.21% |
| Unpledged electors | Unpledged electors |  | 1.81%  | 1.81%  |
| Others | Others             |  | 1.71%  | 1.71%  |

| \| Phiếu Đại cử tri \| Phiếu Đại cử tri \| Phiếu Đại cử tri \| Phiếu Đại cử tri \| Phiếu Đại cử tri \| \| ---------------- \| ---------------- \| ---------------- \| ---------------- \| ---------------- \| \| \| \| \| \| \| \| Jackson \| Jackson \| \| 37.93% \| 37.93% \| \| Adams \| Adams \| \| 32.18% \| 32.18% \| \| Crawford \| Crawford \| \| 15.71% \| 15.71% \| \| Clay \| Clay \| \| 14.17% \| 14.17% \| |          |  |        |        |
| Phiếu Đại cử tri |          |  |        |        |
| |          |  |        |        |
| Jackson | Jackson  |  | 37.93% | 37.93% |
| Adams | Adams    |  | 32.18% | 32.18% |
| Crawford | Crawford |  | 15.71% | 15.71% |
| Clay | Clay     |  | 14.17% | 14.17% |

## Bầu cử phụ tổng thống Hoa Kỳ, 1825

Bản đồ phiếu bầu của các phái đoàn Hạ viện

Vì không có ứng cử viên tổng thống nào giành được đa số phiếu đại cử tri tuyệt đối nên trách nhiệm bầu tổng thống mới thuộc về Hạ viện Hoa Kỳ, nơi tổ chức một cuộc bầu cử ngẫu nhiên vào ngày 5 tháng 2 năm 1825. Theo quy định của Tu chính án thứ mười hai, Hạ viện được giới hạn lựa chọn trong số ba ứng cử viên nhận được nhiều phiếu đại cử tri nhất: Andrew Jackson, John Quincy Adams và William Crawford; Henry Clay, người về thứ tư, đã bị loại. Mỗi phái đoàn tiểu bang, bỏ phiếu trong khối, có một phiếu bầu duy nhất. Có 24 bang vào thời điểm đó, do đó, cần phải có đa số tuyệt đối là 13 phiếu để chiến thắng.
Clay đã ghét Jackson và đã nói về anh ta, "Tôi không thể tin rằng việc giết 2.500 người Anh tại New Orleans đủ tiêu chuẩn cho các nhiệm vụ khác nhau, khó khăn và phức tạp của Chánh án."  Hơn nữa, Hệ thống Mỹ của Clay gần với quan điểm của Adams về thuế quan và cải tiến nội bộ hơn của Jackson. Ngay cả khi Clay muốn liên kết với Crawford thay vì Jackson, điều này rất khó xảy ra trong bất kỳ trường hợp nào vì sự khác biệt về chính sách của Clay với Crawford thậm chí còn sâu sắc hơn, đặc biệt là về các vấn đề thuế quan, và thực tế là Crawford đang trong tình trạng sức khỏe kém, không có con đường chiến thắng là điều hiển nhiên.
Bỏ qua chỉ thị không ràng buộc của cơ quan lập pháp Kentucky rằng phái đoàn Hạ viện của họ chọn Jackson, phái đoàn đã bỏ phiếu 8–4 cho Adams. Clay đã sử dụng ảnh hưởng chính trị của mình trong Hạ viện để thúc đẩy các phái đoàn Hạ viện ở các bang mà ông đã giành được ít nhất đa số phiếu để bỏ phiếu cho Adams. Do đó, Adams đã được bầu làm tổng thống trong lá phiếu đầu tiên, với 13 bang, tiếp theo là Jackson với bảy, và Crawford với bốn.

## Hậu quả
Chiến thắng của Adams đã gây sốc cho Jackson, người, với tư cách là người chiến thắng với đa số phiếu phổ thông và đại cử tri, mong đợi Hạ viện sẽ chọn anh ta. Không lâu trước cuộc bầu cử Hạ viện, một tuyên bố ẩn danh đã xuất hiện trên một tờ báo của Philadelphia, có tên là Người quan sát Colombia. Tuyên bố, được cho là của một thành viên Quốc hội, về cơ bản cáo buộc Clay đã bán cho Adams sự ủng hộ của ông cho chức vụ Ngoại trưởng. Không có cuộc điều tra chính thức nào được tiến hành, vì vậy vấn đề không được xác nhận cũng không bị phủ nhận. Khi Clay thực sự được đề nghị vị trí này sau khi Adams chiến thắng, ông đã chọn chấp nhận và tiếp tục ủng hộ chính quyền mà ông đã bỏ phiếu, biết rằng việc từ chối vị trí này sẽ không giúp xóa tan những tin đồn chống lại ông.
Bằng việc bổ nhiệm Clay làm Ngoại trưởng, Tổng thống Adams về cơ bản tuyên bố ông là người thừa kế tổng thống, vì Adams và ba người tiền nhiệm của ông đều đã từng giữ chức Ngoại trưởng. Jackson và những người theo ông đã cáo buộc Adams và Clay thực hiện một " món hời tham nhũng ", và những người Jacksonians sẽ vận động theo yêu sách này trong bốn năm tiếp theo, cuối cùng đã giúp Jackson đánh bại Adams vào năm 1828.

### Trích dẫn
1. ↑  “National General Election VEP Turnout Rates, 1789-Present”. United States Election Project. CQ Press.
2. ↑  McNamara, Robert (ngày 11 tháng 2 năm 2020). “The Election of 1824 Was Decided in the House of Representatives”. thoughtco.com. Truy cập ngày 14 tháng 3 năm 2020.
3. ↑  Henry Clay to Francis Preston Blair, ngày 29 tháng 1 năm 1825.
[cần chú thích đầy đủ]
4. ↑  “Biographies of the Secretaries of State: Henry Clay (1777–1852)”. Office of the Historian.
5. ↑  Adams, John Quincy; Adams, Charles Francis (1874). Memoirs of John Quincy Adams: Comprising Portions of His Diary from 1795 to 1848. J.B. Lippincott & Co. tr. 501–505. ISBN 978-0-8369-5021-2. Truy cập ngày 2 tháng 8 năm 2006 – qua Internet Archive.
6. ↑  United States Congress (1825). House Journal. 18th Congress, 2nd Session, February 9. tr. 219–222. Truy cập ngày 2 tháng 8 năm 2006.
7. ↑  Schlesinger, Arthur Meier; Israel, Fred L. (1971). History of American Presidential Elections, 1789–1968, Volume I, 1789–1844. New York: Chelsea House. tr. 379–381. ISBN 978-0070797864. Truy cập ngày 19 tháng 11 năm 2008 – qua Google Books.